# Голдфингър
„Голдфингър“ (на английски: Goldfinger) е британски филм от 1964 година, шпионски екшън на режисьора Гай Хамилтън по сценарий на Ричард Майбаум и Пол Дейн. Това е третият филм от поредицата за Джеймс Бонд и третият с Шон Конъри в главната роля. Сценарият на филма е адаптиран по едноименната книга на Иън Флеминг от 1959 г.

## Сюжет
Внимание:  Текстът по-долу разкрива сюжета на произведението (или части от него)!
По заповед на правителството Джеймс Бонд разследва мащабен контрабанден износ на злато от Англия. Следите водят до Орик Голдфингър, един от най-богатите хора в света. Всчикото си богатство Голдфингър е натрупал от търговия със злато, а златото е основният смисъл на живота му. Въпреки огромното си богатство Голдфингър не се свени да мами на карти и голф. Съучастниците на Голдфингър са малко, но сред тях се откроява личният му бодигард Одджоб, който е безмилостен убиец.
Бонд попада в ръцете на Голдфингър, но злодеят не го убива, а решава да го използва за грандиозно престъпление срещу Съединените щати – отвличането на златните резерви на страната от хранилището Форт Нокс. Бонд скоро научава, че обирът е само върхът на айсберга, а планът на Голдфингър всъщност е много по-страшен. С помощта на своя верен приятел Феликс Лейтър и една съучастничка на Голдфингър, очарователната Пуси Галор, агент 007 се опитва да спре прилагането на ужасните планове на Голдфингър…

## В ролите
| Актьор          | Роля                                                                                             |
| --------------- | ------------------------------------------------------------------------------------------------ |
| Шон Конъри      | Джеймс Бонд                                                                                      |
| Герт Фрьобе     | Орик Голдфингър, милионер, който е обсебен от златото                                            |
| Харолд Саката   | Одджоб, бодигард на Голдфингър, който убива с шапката си                                         |
| Хонър Блекман   | Пуси Галор, ръководител на пилотите на Голдфингър                                                |
| Ширли Итон      | Джил Мастерсън, асистентка на Голдфингър, убита по негова заповед                                |
| Таня Малет      | Тили Мастерсън, сестра на Джил Мастерсън, която се опитва да си отмъсти на Голдфингър            |
| Бернард Ли      | „М“, шефът на МИ-6                                                                               |
| Лоис Максвел    | мис Мънипени, секретарка на „М“                                                                  |
| Десмонд Левелин | „Q“, началник на техническия отдел на МИ-6, създател на много невероятни устройства за агент 007 |
| Цец Линдер      | Феликс Лейтър, агент на ЦРУ                                                                      |
| Мартин Бенсон   | м-р Соло, лидер на престъпна група, който е убит по заповед на Голдфингър                        |
| Барт Хоук       | м-р Линг, представител на китайското разузнаване                                                 |

## Музика на филма
Саундтракът към филма е написан от композитора Джон Бари. „Главната“ песен се изпълнява от Шърли Беси. По-късно Беси пее в още два филма на „бондиана“ Диамантите са вечни и Муунрейкър.
Музиката си към филма Бари нарича „най-обичаната“ от всички филма на „бондиана“, тъй като на композитора е дадена пълна творческа свобода. За да се подчертае „металната тема“, при записа на музиката е използван звукът от месингови камбани.

## Интересни факти
- Това е първият филм от „бондиана“, който получава статуетката „Оскар“. Наградата е присъдена за най-добри звукови ефекти.
- Темата за „златото“ е подчертана във филма. Косите на агентките на Голдфингър са златисти, със себе злодеят винаги носи златни аксесоари. Дори номерът на жълтия „Rolls-Royce“ на Голдфингър е „AU1“ (Au – химическият символ на златото).
- По времето, когато е бил освободен филмът, промишлени лазери не съществуват, така че системата лазер, чрез която Голдфингър иска да убие Бонд, е допълнение, измислено от авторите на филма.
- „Променливите“ номера на „колата на Бонд“ е елемент, измислен от режисьора Гай Хамилтън. Той често нарушава правилата при паркиране на колата си и получава много глоби. Негова стара мечта е да има устройство за бързо променящ се номер на колата, за да се избегне наказанието.
- Едно от установените основни правила на „бондиана“ е да няма неприлично голи женски части на екрана. Когато в кадър се появява убитата Джил Мастерсън, гола и покрита със златна боя, лежаща по лице на леглото, бедрата ѝ са закрити за зрителя от възглавница.